# 3,7 cm SK C/30
3,7 cm SK C/30 — немецкое 37-мм корабельное полуавтоматическое артиллерийское орудие, состоявшее на вооружении кригсмарине до и во время Второй мировой войны. Применялось в качестве зенитного огневого средства корабельной ПВО Германии. Устанавливалось в спаренных установках, стабилизированных в трёх плоскостях, а также в одноорудийных установках без стабилизации. Характерной особенностью орудия был низкий темп стрельбы по сравнению с автоматическими пушками, но превосходные баллистические характеристики. В ходе войны было постепенно заменено более скорострельными корабельными модификациями орудий типа 3,7 cm FlaK M43 и шведского Bofors L60.

## Описание и характеристики орудия
В начале 1930-х годов компании Krupp и Rheinmetall проводили исследования для поиска лучшего орудия ПВО, способного бороться с новыми скоростными самолётами. Основываясь на испытаниях различных зенитных пушек, фирмой Rheinmetall была создана 37-мм пушка SK C/30. В 1934 году это орудие пошло в массовое производство. Оно стало первой 37-мм зенитной пушкой, поступившей на вооружение немецкого флота. Аббревиатура SK (нем. Schnelladekanone) в названии орудия означала «скорострельная пушка», а C/30 (Construktionsjahr 1930) — год принятия на вооружение с указанием через дробь двух последних цифр года.
В литературе её часто называют «автоматом», хотя это не так. Орудие было всего лишь полуавтоматическим, то есть каждый снаряд заряжался вручную. Это ограничивало практическую скорострельность 30—40 выст./мин. (что было гораздо хуже, чем 80—100 выст./мин. у её современницы — 40-мм зенитной пушки «Бофорс»). Техническая скорострельность орудия составляла 160 выст./мин., но на практике удавалось получить не более 80 выст./мин., а чаще всего — ещё ниже. Результат был обусловлен проблемами, возникающими при ручном заряжании и тренированностью расчёта. Зато благодаря чрезвычайно длинному стволу снаряд обладал высокими начальной скоростью (1000 м/с), дальностью стрельбы и досягаемостью по высоте. Полуавтоматическое 37-мм орудие SK C/30 (истинный калибр — 36,75 мм) имело полную длину ствола 83 калибра при длине канала ствола в 80 калибров.
Спаренная установка DoppL C/30 была стабилизирована в трёх плоскостях и первоначально не имела щитового прикрытия. Общая масса установки достигала 3670 кг, из них 630 кг приходилось на механизм стабилизации. Углы вертикального наведения составляли от −10° до +85°, в горизонтальной плоскости обеспечивался круговой обстрел. Орудие стреляло снарядом массой 0,742 кг.

## Конструкция
Орудие имело цельный ствол с 16 правыми нарезами прогрессивного типа — шаг изменялся от 1/50 в казённой части до 1/35 у дульного среза; ширина нарезов — 4,75 мм, глубина — 0,55 мм. Затвор — вертикально-скользящий клиновой. Орудие имело гидравлический противооткатный механизм и пружинный накатник. Откат при выстреле — 335 мм.

### Система стабилизации
Масса установки DoppL C/30 составляла 3670 кг (из них 486 кг — качающаяся часть орудия, 2162 кг — лафет, 87 кг — прицельные приспособления). Наведение установки осуществлялось вручную, причем скорость горизонтальной и вертикальной наводок была явно недостаточной и составляла 4 °/с и 3 °/с соответственно.
Установка имела гироскопическую стабилизацию в трёх плоскостях, причём почти 20 % веса установки (630 кг) составлял вес силовых приводов стабилизации, которая могла компенсировать наклон от бортовой и килевой качки корабля в пределах ±19,5°. Наличие гиростабилизации и ручное управление являлись существенными преимуществами этого изделия фирмы Rheinmetall. По огневой мощи установка уступала счетверённым британским «пом-помам» и общим для союзников «бофорсам», хотя значительно превышала каждый из них по точности огня из-за более высоких баллистических данных.
Однако попытки опередить своё время, полностью стабилизировав лёгкую зенитную установку, не вполне удались. Немцы стали «пионерами» в создании полностью стабилизированных зенитных установок малого калибра, однако последние страдали от «детских болезней». Когда в начале войны эсминцы «Пауль Якоби» и «Бруно Хайнеман» были атакованы у острова Гельголанд британскими бомбардировщиками, было отмечено, что слабые гироскопы не всегда успевали компенсировать быстрые рывки корабля. К тому же, относительно незащищённые силовые приводы подвергались воздействию внешней среды (водяные брызги, холод, и как следствие конденсат, и т. п.), что приводило к замыканию и выходу из строя цепей управления и отказу автоматики. Многочисленные отказы в работе системы стабилизации привели к тому, что немцы в дальнейшем отказались от установки подобных систем на лёгкие зенитные артиллерийские установки. Более или менее удачно эту задачу удалось решить только после войны, создав полностью закрытые автоматические зенитные установки.

## Боеприпасы
В 37-мм орудиях SK C/30 использовали снаряды 37 × 380 мм R, невзаимозаменяемые с другими 37-мм морскими и сухопутными боеприпасами.

## Модификации

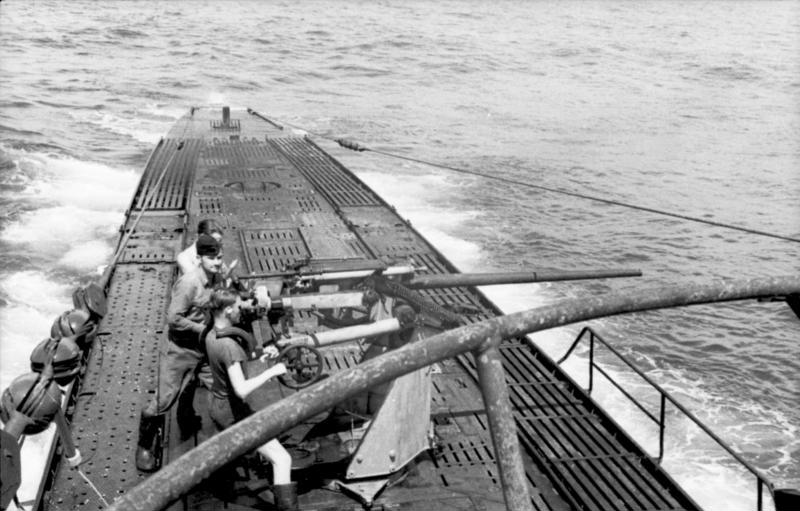
Одноорудийная установка 3,7 cm SK C/30 U на лафете UbtsL C/39, 1941—1942 годы (подводная лодка U-103).

37-мм полуавтоматические пушки могли устанавливаться на одноорудийных лафетах EinhL C/34 (нем. Einheitslafette C/34 — универсальный одноорудийный лафет образца 1934 года) или двухорудийных установках DoppL C/30 (Doppellafette C/30 — двухорудийный лафет образца 1930 года). Для использования на подводных лодках (нем. Unterseeboot, сокр. U-Boot) была создана модификация орудия 3,7 cm SK C/30 U, устанавливаемая на лафет UbtsL C/39 (U-Bootslafette C/39 — подлодочный лафет образца 1939 года).
Одноорудийные лафеты EinhL C/34 и UbtsL C/39 отличались отсутствием системы стабилизации и её силовых приводов. Лафет EinhL C/34 комплектовался плоским с изломом 6—8-мм щитовым прикрытием (тупоугольным Г-образным), имеющим окна для ствола и прицельных приспособлений. Подлодочная модификация 3,7 cm SK C/30 U имела специальные заглушки для герметизации дульной и казённой частей орудия в подводном положении.
Угол возвышения ствола установок:
- DoppL C/30: −10°…+85°;
- EinhL C/34: −10°…+80°;
- UbtsL C/39: −10°…+90°.

Вес установок:
- DoppL C/30: 3,67 т;
- EinhL C/34: 2,0 т;
- UbtsL C/39: 1,45 т.

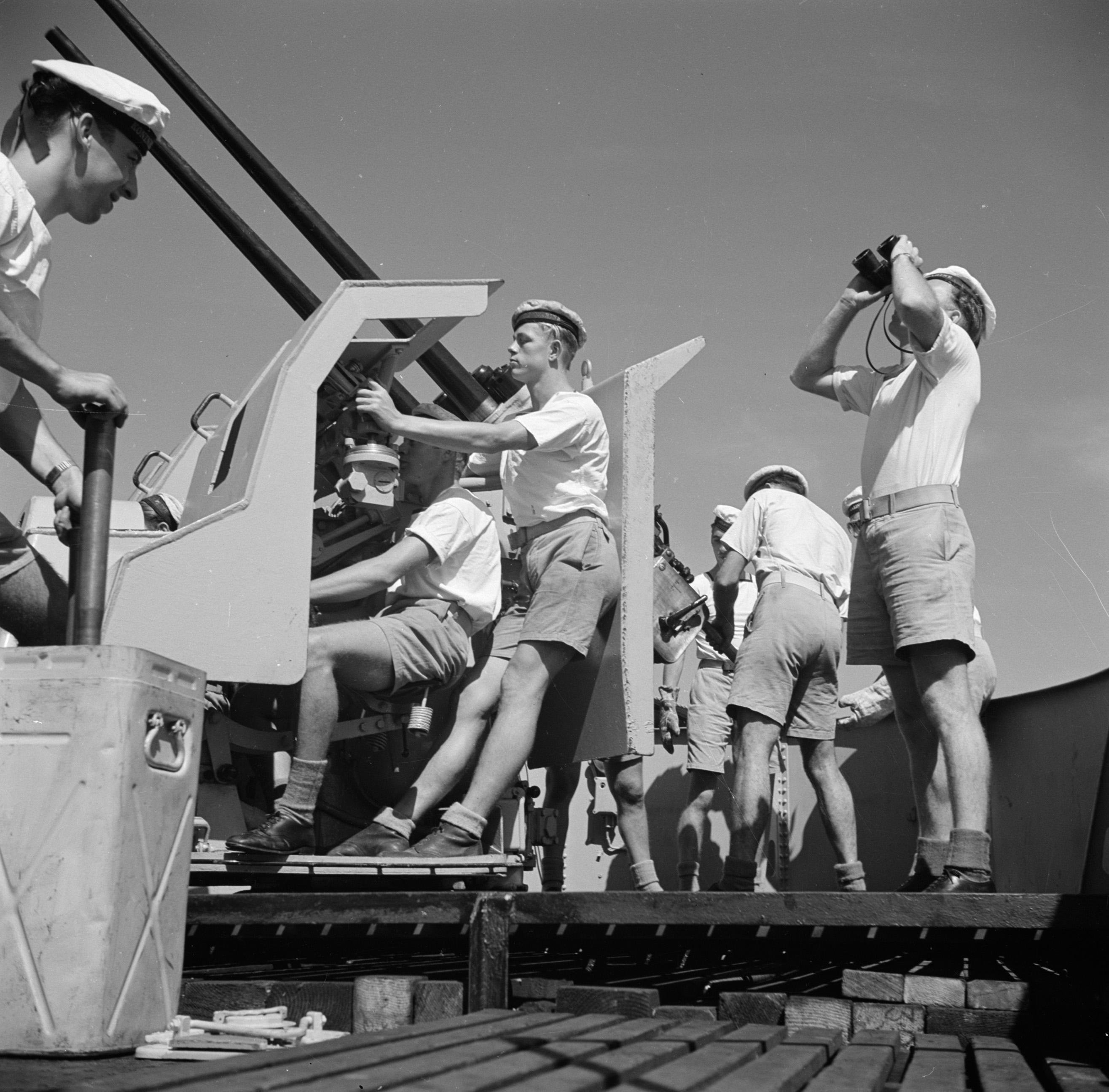
3,7 cm SK C/30 в спаренной установке DoppL C/30, оснащённой щитовым прикрытием, 1948 год (фрегат КВМС Нидерландов Hr. Ms. Van Speijk (1941) — бывшая канонерская лодка кригсмарине K-3 типа «К»).

Артиллерийская установка на лафете EinhL C/34 разрабатывалась для применения на небольших кораблях кригсмарине, таких например как быстроходные ударные катера — «шнельботы» (нем. Schnellboot, сокр. S-Boot; по советской классификации — торпедные катера), в состав вооружения которых оно впрочем так и не попало из-за относительно низкой скорострельности. Тем не менее данные орудия использовались на эскортных кораблях типа F (Flottenbegleiter, сокр. F-Boot), тральщиках и т. п. Очень часто их устанавливали и на суше в дополнение к имеющимся орудиям ПВО флота. Некоторые орудия имели стальное 8-мм щитовое прикрытие.
Артиллерийская установка DoppL C/30 применялись практически на всех миноносцах, крейсерах и линкорах кригсмарине во время Второй мировой войны. Кроме немецких судов, часть орудий экспортировалась в Испанию. Никакой броневой защиты установки изначально не имели, не считая 14—20-мм «брустверов» из стали, образованных ограждением позиций зениток на крейсерах и линкорах. Однако с 1942—1943 года эти установки стали оснащаться щитами из 8-мм стали.

## Эксплуатация
B начале Второй мировой войны 3,7 cm SK C/30 являлась в кригсмарине основным зенитным огневым средством корабельной ПВО ближней зоны. На линкорах имелось по 8 спаренных установок, на тяжёлых крейсерах — по 6, на лёгких крейсерах — по 4. Эсминцы имели по 2 такие системы, миноносцы — по 1. Одноорудийная модификация, на малых надводных кораблях применяемая на лафетах EinhL C/34, на подводных лодках устанавливалась на лафеты UbtsL C/39. Данное зенитное орудие должно было входить в состав вооружения авианосцев типа «Граф Цеппелин», но так туда и не попало в связи с закрытием проекта.

## Оценка
Несмотря на описанные недостатки, это 37-мм орудие для своего времени представляло внушительную силу. Однако низкая скорострельность полуавтоматической пушки сильно сказывалась на эффективности ПВО кораблей. По этой причине в ходе войны их стали заменять на 37-мм автоматические пушки моделей FlaK M42 и FlaK M43, и к 1943—1944 годам они практически исчезли с кораблей кригсмарине.

## Галерея

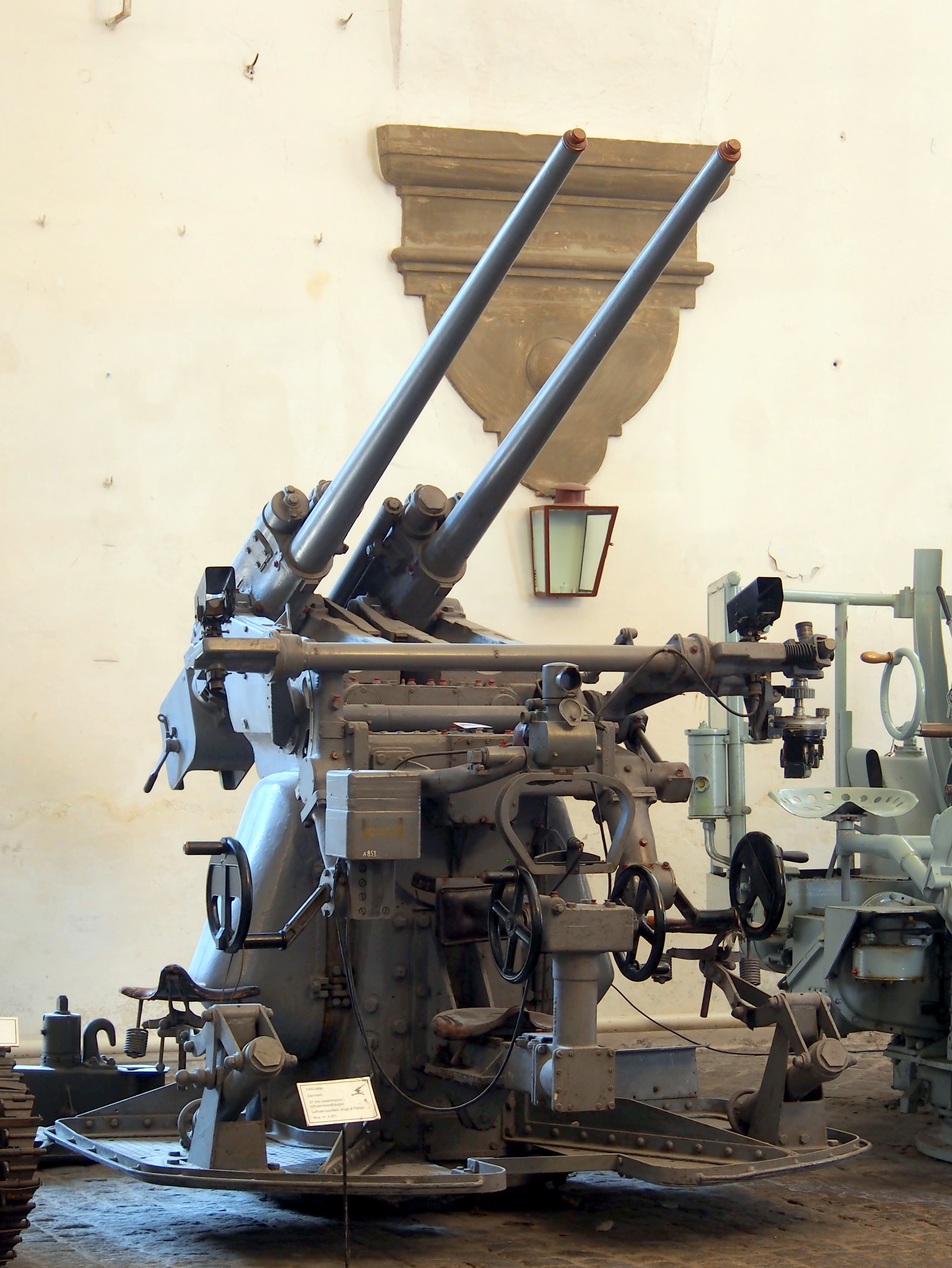
3,7 cm SK C/30 в спаренной установке DoppL C/30 (Оружейный музей Копенгагена).
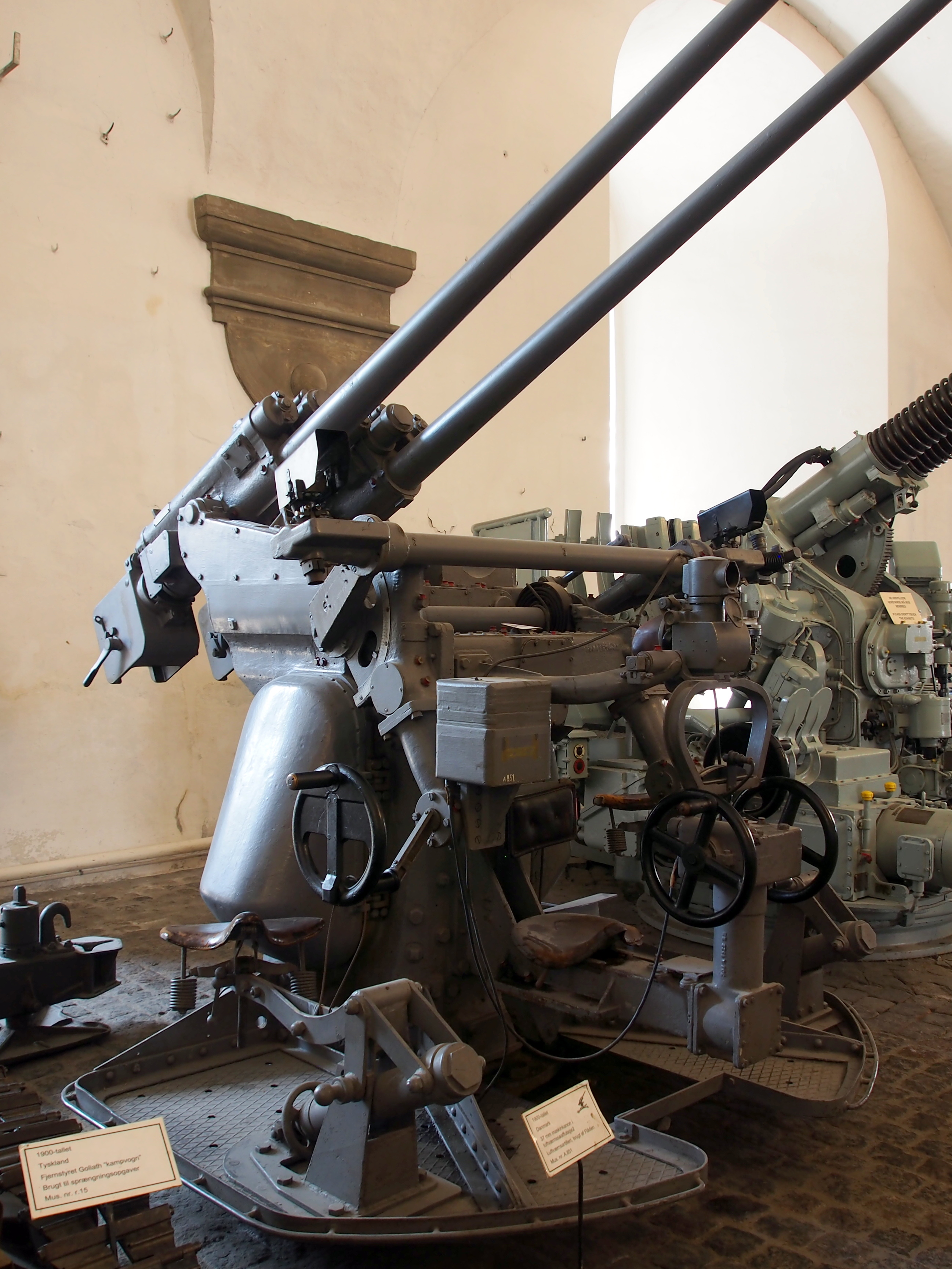
3,7 cm SK C/30 в спаренной установке DoppL C/30 (Оружейный музей Копенгагена).
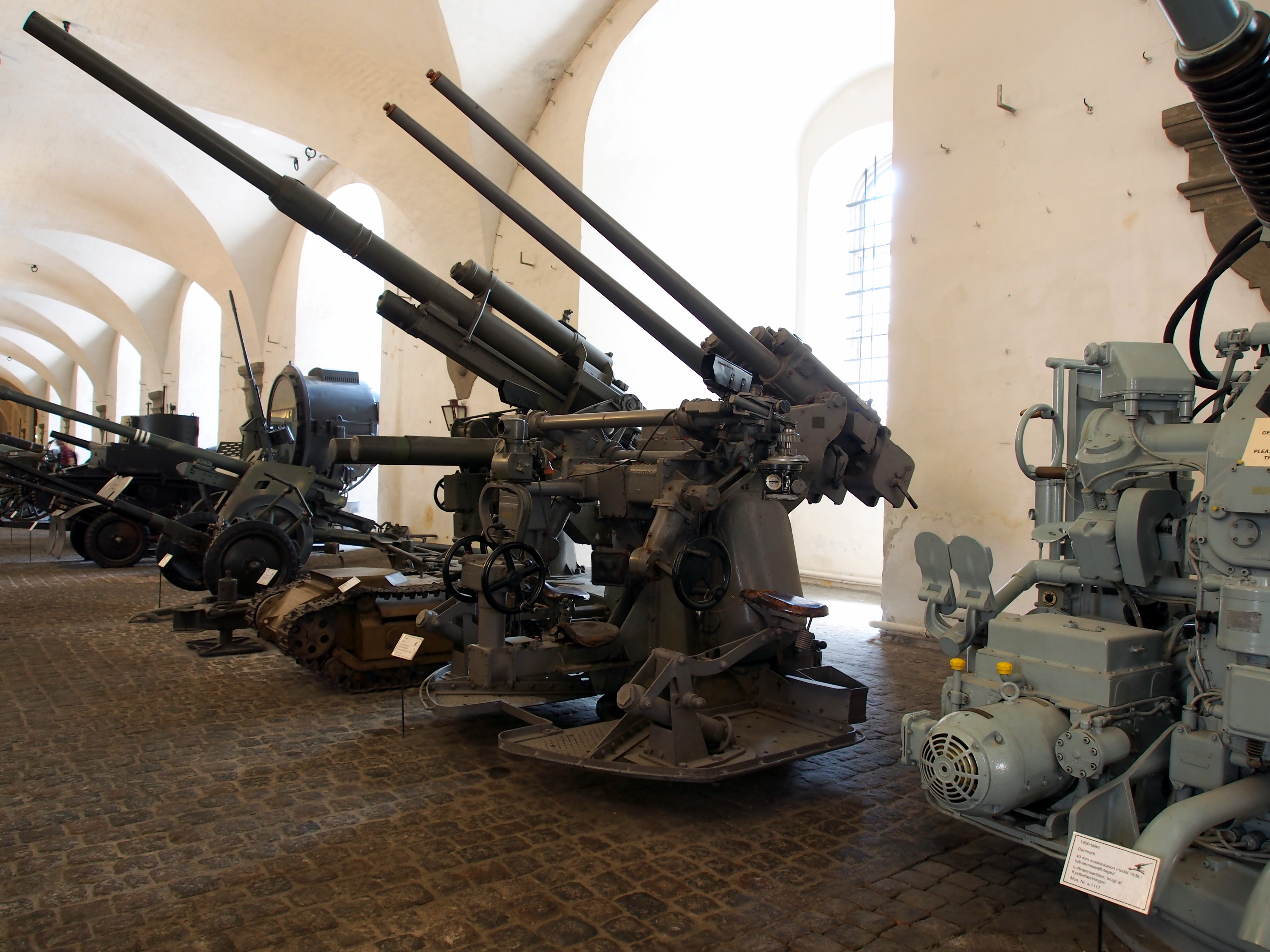
3,7 cm SK C/30 в спаренной установке DoppL C/30 (Оружейный музей Копенгагена).
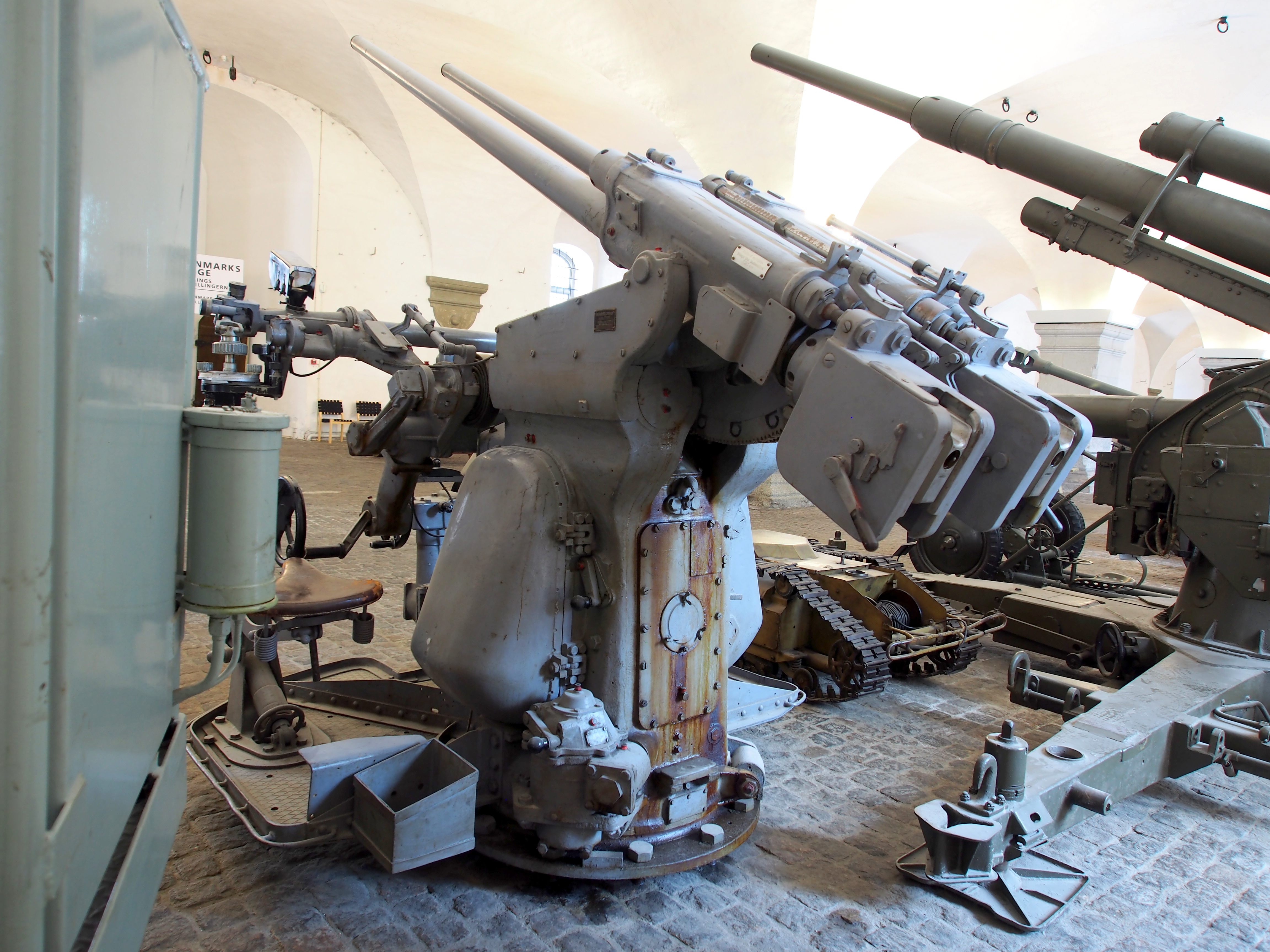
3,7 cm SK C/30 в спаренной установке DoppL C/30 (Оружейный музей Копенгагена).
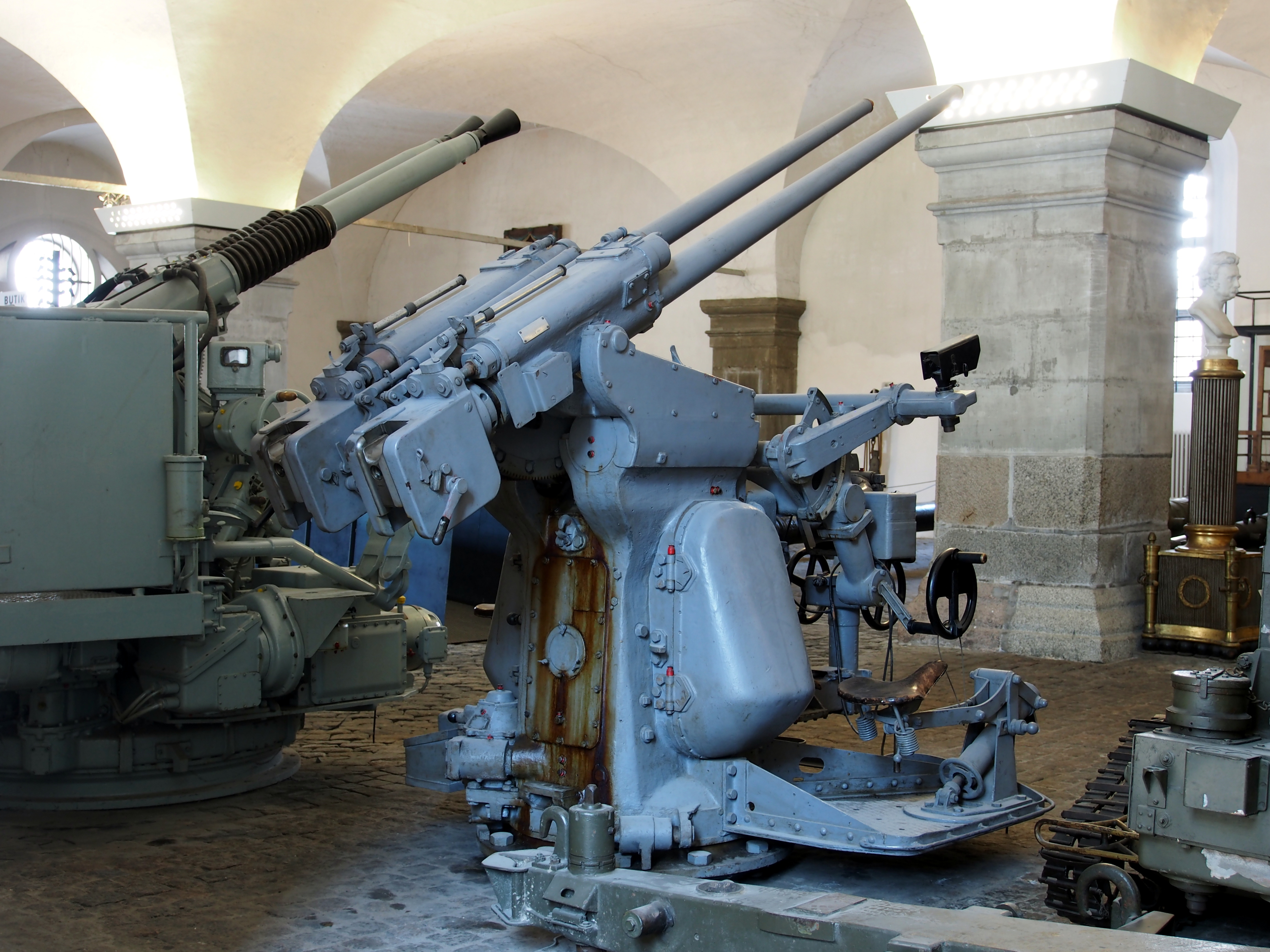
3,7 cm SK C/30 в спаренной установке DoppL C/30 (Оружейный музей Копенгагена).
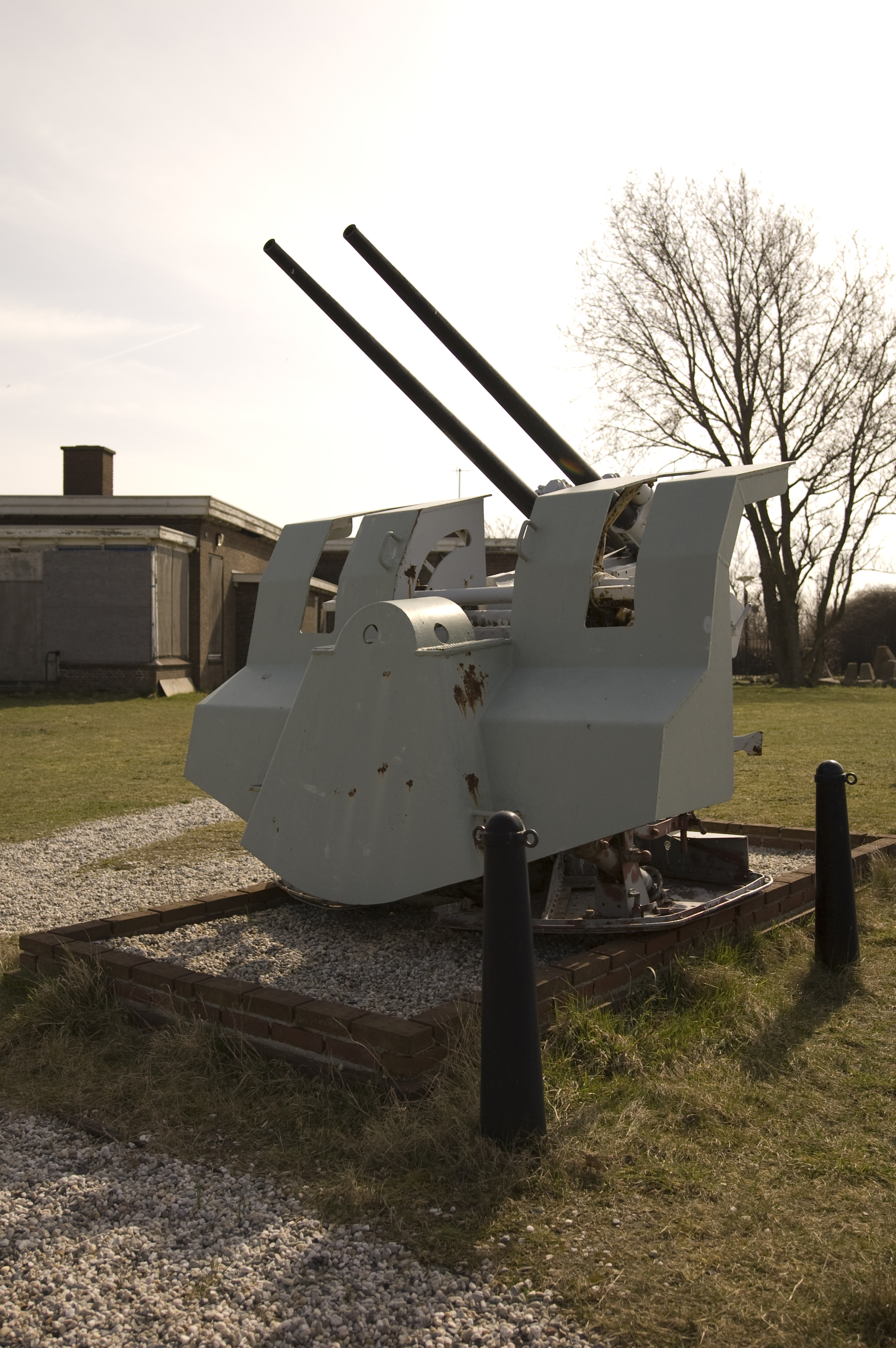
3,7 cm SK C/30 в спаренной установке DoppL C/30, оснащённой щитовым прикрытием (Голландский музей береговой обороны «Форт Хук-ван-Холланд»).
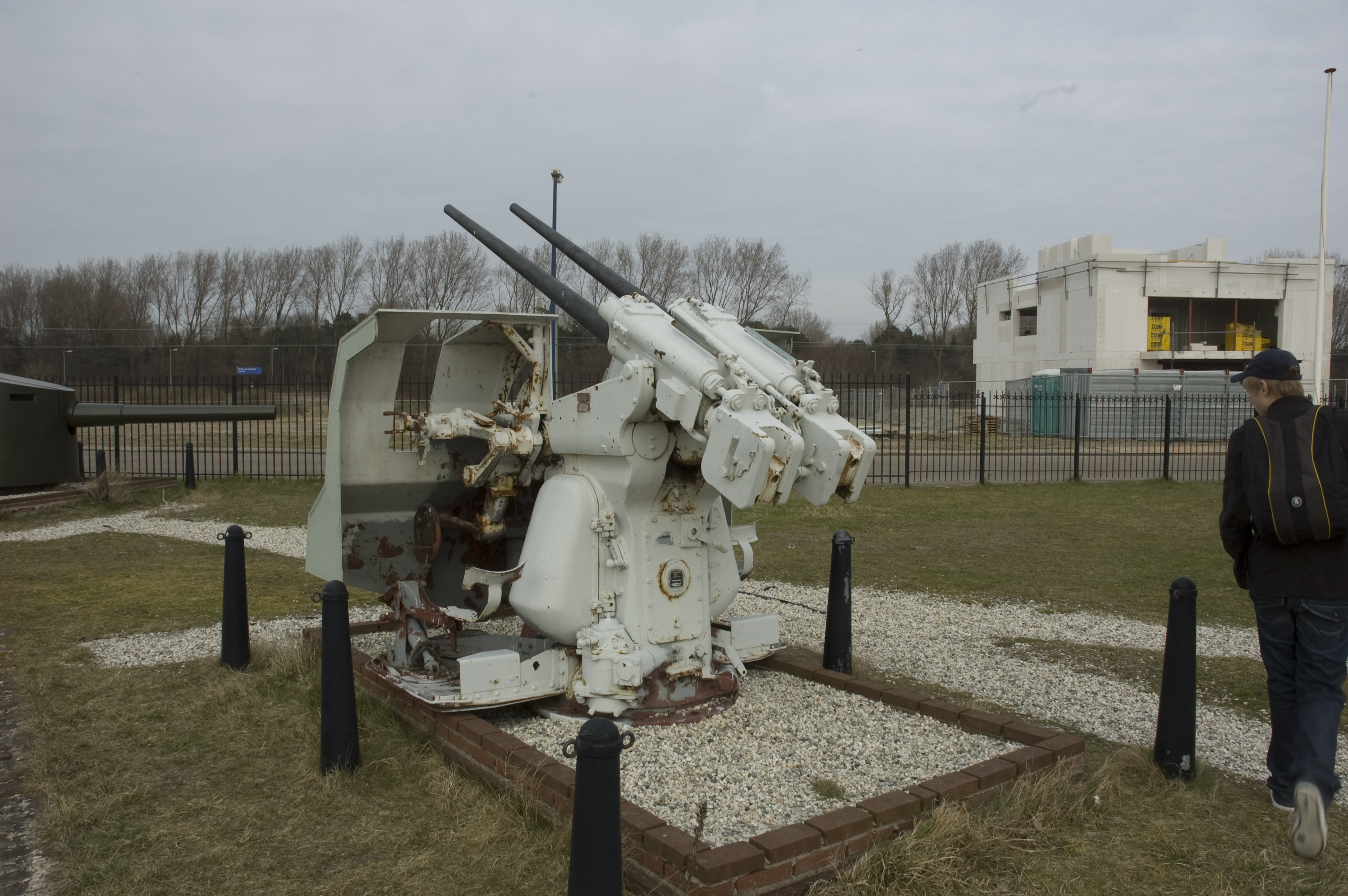
3,7 cm SK C/30 в спаренной установке DoppL C/30, оснащённой щитовым прикрытием (Голландский музей береговой обороны «Форт Хук-ван-Холланд»).
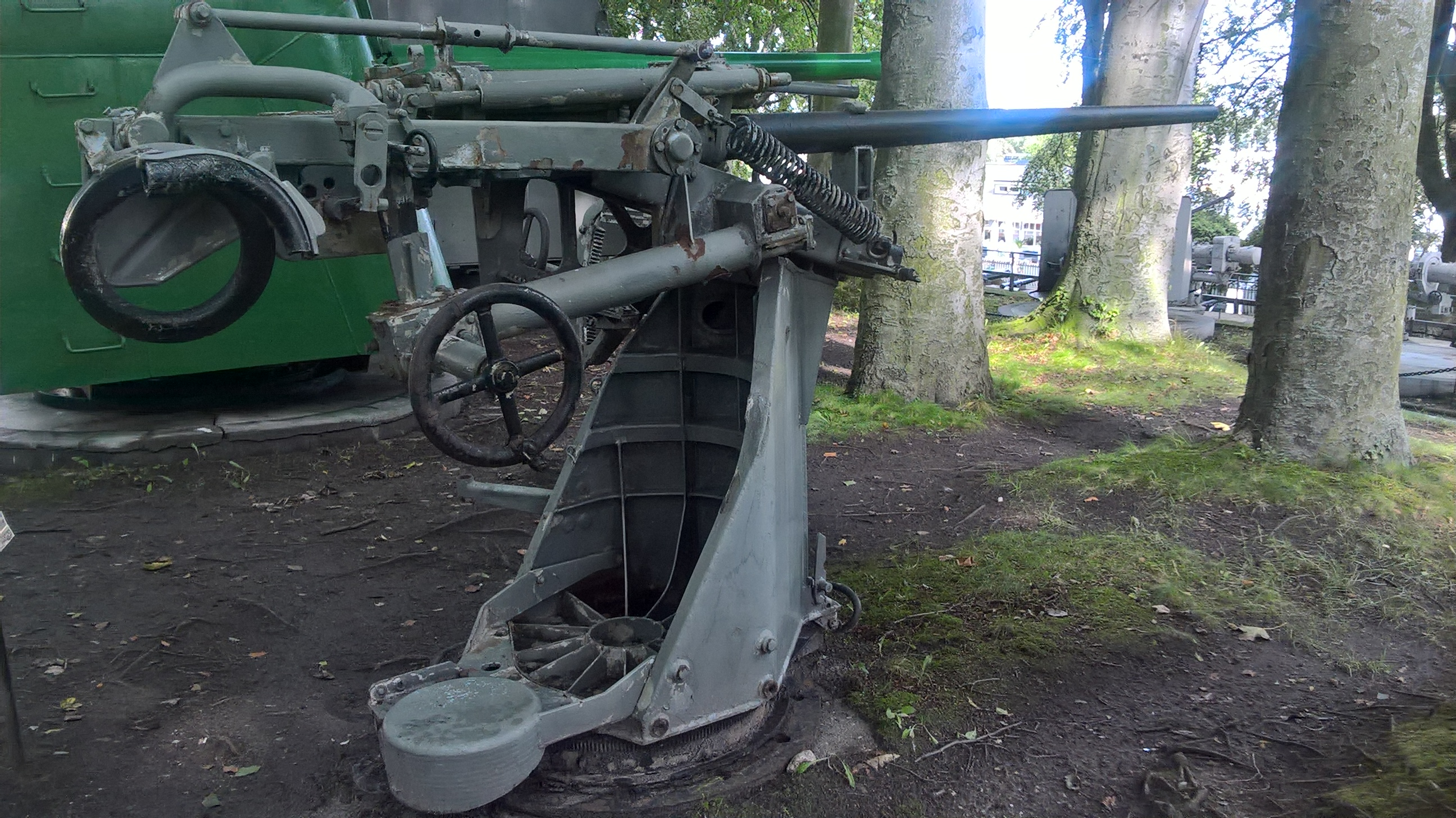
Одноорудийная установка 3,7 cm SK C/30 U на лафете UbtsL C/39, снятая с затонувшей в 1945 году в порту Гдыни немецкой подводной лодки (Военно-морской музей в Гдыне).
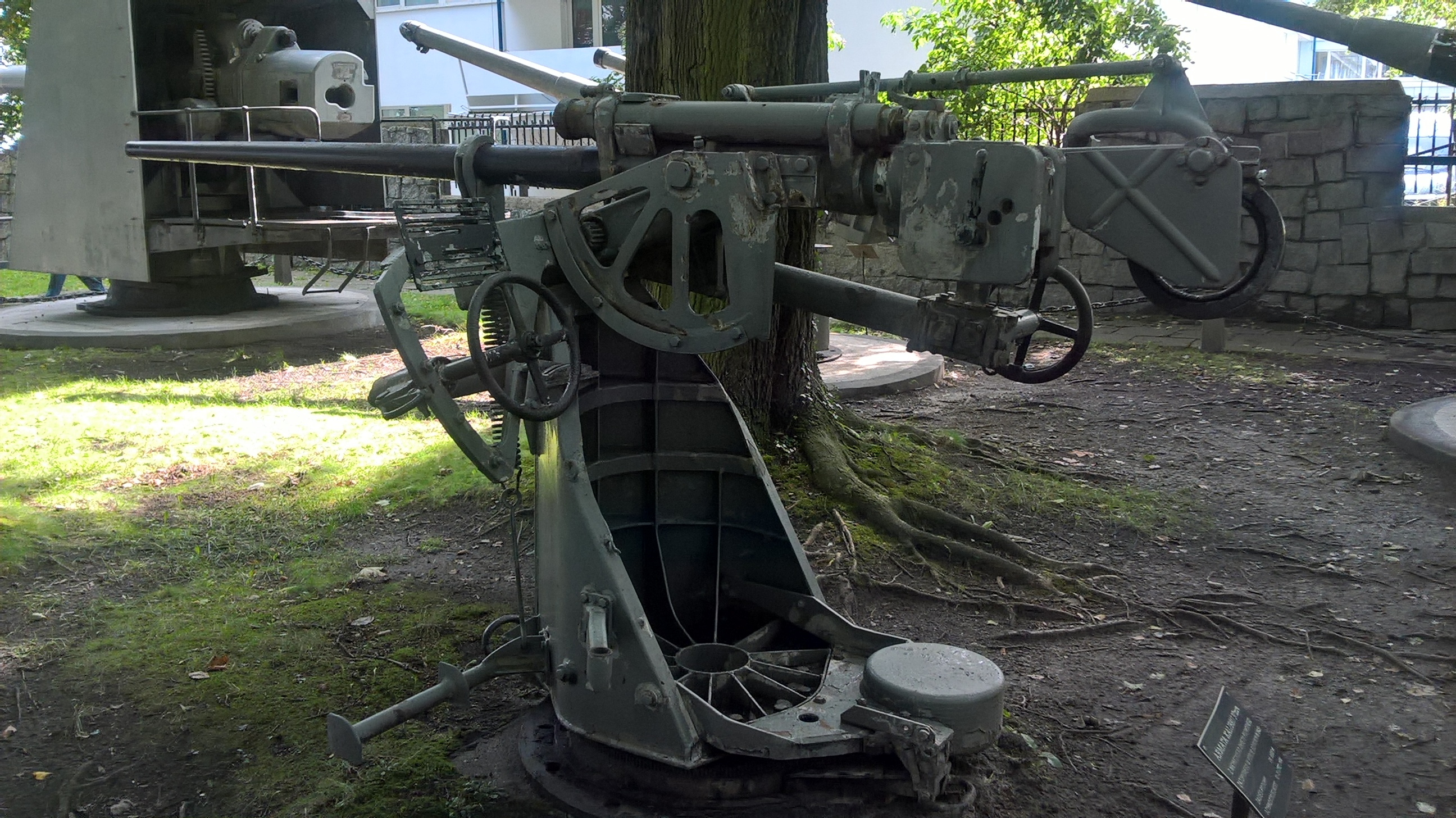
Одноорудийная установка 3,7 cm SK C/30 U на лафете UbtsL C/39, снятая с затонувшей в 1945 году в порту Гдыни немецкой подводной лодки (Военно-морской музей в Гдыне).